# EPAS1
L'EPAS1 (en anglais Endothelial PAS domain-containing protein 1) ou HIF-2α (en anglais hypoxia-inducible factor-2alpha) est une protéine codée par le gène EPAS1 humain. C'est un facteur induit par l’hypoxie, un groupe de facteurs de transcription impliqué dans la réponse physiologique à la concentration en oxygène,,,.
Le gène est actif en environnement hypoxique (à faible teneur en oxygène). Il est aussi important pour le développement du cœur et pour le maintien de l'équilibre catécholaminique nécessaire au bon fonctionnement du cœur. Des mutations conduisent souvent à l'apparition de tumeurs neuroendocrines.
Cependant, plusieurs allèles du gène EPAS1 contribuent à l'adaptation humaine à la haute altitude. Un de ces allèles, qui a été hérité des dénisoviens, est connu pour conférer une performance sportive accrue chez certaines personnes, et a donc été qualifié de « gène du super-athlète ».

## Fonction
Le gène EPAS1 code une sous-unité d'un facteur de transcription impliqué dans l'activation de gènes régulés par l'oxygène et induite par la diminution de la concentration en oxygène (hypoxie). La protéine contient un domaine de dimérisation de la protéine hélice-boucle-hélice ainsi qu'un domaine que l’on retrouve dans les protéines de transduction du signal de réponse au niveau d'oxygène. EPAS1 est impliqué dans le développement embryonnaire du cœur et est exprimé dans cellules endothéliales qui tapissent les parois des vaisseaux sanguins dans le cordon ombilical.
EPAS1 est également essentiel pour le maintien de l'homéostasie de la catécholamine et la protection contre l'insuffisance cardiaque au début du développement embryonnaire. Les catécholamines régulées par l'EPAS1 comprennent l'épinéphrine et la norépinéphrine. Il est essentiel que la production de catécholamines reste dans des conditions homéostatiques afin que le cœur vulnerable du fœtus et le cœur de l'adulte ne s’épuisent pas et ne provoquent pas d'insuffisance cardiaque. La production de catécholamine dans l'embryon est liée au contrôle du débit cardiaque en augmentant la fréquence cardiaque fœtale.

## Allèles
Un pourcentage élevé de Tibétains porte un allèle d'EPAS1 qui améliore le transport d'oxygène. L'allèle bénéfique se trouve également dans le génome des Dénisoviens, suggérant qu'il est apparu chez eux et a été transmis aux humains modernes par hybridation.
De même, le dogue du Tibet a hérité d'un allèle du gène d'adaptation à l'altitude, issu d'un métissage avec le loup tibétain.

## Signification clinique
Le gène EPAS1 code le facteur de transcription HIF-2α, qui stimule la production de globules rouges et augmente ainsi la concentration d'hémoglobine dans le sang. Certaines mutations qui augmentent son expression sont associées à un accroissement des cas d'hypertension, d'accidents vasculaires cérébraux, mais aussi de cancers.
Des mutations du gène EPAS1 sont liées à l'apparition précoce de tumeurs neuroendocrines telles que les paragangliomes, les somatostatinomes ou les phéochromocytomes. Les mutations sont généralement sans conséquences somatiques et se localisent dans le site d'hydroxylation primaire de l'HIF-2α, qui perturbent le mécanisme d'hydroxylation / dégradation des protéines et conduisent à la stabilisation des protéines et des signaux pseudohypoxiques. De plus, ces tumeurs neuroendocrines libèrent de l'érythropoïétine (EPO) dans la circulation sanguine et entrainent une polycythémie, entrant dans le cadre d'un syndrome de Pacak-Zhuang.
Des mutations de ce gène sont également associées à une érythrocytose familiale de type 4, à l'hypertension pulmonaire et au mal chronique des montagnes.
À haute altitude, l'EPAS1 peut provoquer une production excessive de globules rouges, générant un mal chronique des montagnes engageant les performances et la survie. Elle y est donc soumise à une pression sélective. C'est ainsi que les allèles associés à des concentrations d'hémoglobine plus faibles s'observent à des fréquences nettement plus élevées chez les Tibétains vivant à plus de 4 000 m d’altitude par comparaison avec les populations voisines.
Ceci indique que certaines variantes de ce gène protègent les personnes vivant à haute altitude comme au Tibet,,. L'effet est le plus marqué chez les Tibétains vivant dans l'Himalaya à une altitude d'environ 4 000 mètres, dont l'environnement est intolérable pour les autres populations humaines du fait d'une baisse de 40 % du niveau d'oxygène atmosphérique.
Il existe plus de 30 facteurs génétiques — dont l'EPAS1 — qui rendent l'organisme des Tibétains mieux adaptés aux hautes altitudes.

## Interactions
L'EPAS1 interagit avec le translocateur nucléaire du récepteur des hydrocarbures aryliques (en) et l'ARNTL (en).
Le VHL inhibe l'EPAS1. En cas de mutation du premier, inactivant celui ci, l'activité de l'EPAS1 augmente quel que soit le niveau d'oxygène et favorisant certains cancers, dont celui du cancer du rein.

## Cible thérapeutique
Le belzutifan est un inhibiteur de l'EPAS1 et a été utilisé dans le traitement du syndrome de Pacak-Zhuang.